# Barrio Costa Linda
Barrio Costa Linda es una localidad argentina ubicada en el municipio de General Fernández Oro, Departamento General Roca, Provincia de Río Negro. Se desarrolla linealmente sobre la costa Norte del canal principal de riego, en la zona no irrigada del Valle, 1 km al norte de la cabecera municipal.
El lugar es de condición socioeconómica baja, y sus habitantes cruzan el canal principal de riego en precarias balsas para llegar o salir del barrio. Cuenta con uno de los 3 puestos de salud periféricos del municipio.

## Población
Cuenta con 310 habitantes (Indec, 2010), lo que representa un incremento del 58% frente a los 196 habitantes (Indec, 2001) del censo anterior.